# Katherina Harder
Katherina Alexandra Harder Sacre (Iquique, 4 de abril de 1988) es una cineasta, guionista y productora chilena cuyo trabajo se ha dedicado a explorar temáticas sociales y medioambientales a través del cine.
Su cortometraje Estrellas del Desierto (2022) ganó varios premios, incluyendo del Festival Internacional de Cine de Almería, y además de quedar en la carrera para los Premios Oscar 2023 en la categoría de «mejor cortometraje».

## Biografía
Nace en Iquique en 1988. Estudió Realización de Cine y Televisión en la Universidad de Chile y un máster en Dirección Cinematográfica en la Bande à Part Escola de Cine, Barcelona. Su educación se ha complementado con talleres especializados en guion cinematográfico y dirección de actores en la Escuela Internacional de Cine y Televisión, Cuba.

### Carrera profesional
Su carrera en el cine comenzó con la dirección de cortometrajes que rápidamente captaron la atención tanto del público como de la crítica. Uno de sus primeros trabajos, Otoño (2010), marcó el inicio de su exploración en temas de introspección y cambio, utilizando el paisaje y las estaciones como metáforas de la condición humana. En 2011, Harder estrena Memorias del Viento, un cortometraje que fue seleccionado en más de 35 festivales internacionales, entre los cuales destacan FICGuadalajara, Documenta Madrid, y Huesca. Este cortometraje recibió el premio al Mejor Cortometraje de escuelas en el 18º Festival Internacional de Cine de Valdivia, además de otra serie de galardones que incluyeron menciones especiales y premios en festivales tanto nacionales como internacionales.
En 2020 estrena el cortometraje Escamas, grabado en España y seleccionado en más de 25 festivales internacionales, que también fue galardonado con el Premio Mejor Cortometraje Internacional en el Festival de cine AMOR en Chile, además de recibir el Premio del Público y el de Mejor Cortometraje Internacional en el Festival Cine Internacional las Americas (Estados Unidos), entre otros.
En 2022 estrena Estrellas del Desierto, un cortometraje que aborda la crisis social e hídrica en Chile desde la perspectiva de la infancia. Este cortometraje fue seleccionado para ser exhibido más de 120 festivales de cine, incluido en el Festival de Cine de Tribeca, y ha ganado más de 60 premios internacionales entre los que se destacan «Mejor Cortometraje Internacional» en el New York International Latino Film Festival, el «Mejor Cortometraje Iberoamericano» en el Festival Internacional de Cine de Almería, y además de quedar en la lista larga para los Premios Oscar 2023 en la categoría de «mejor cortometraje».
Además de su trabajo en el cine, Harder ha trabajado en proyectos para la televisión chilena. Su dirección en la serie 4.º Medio para Televisión Nacional de Chile, emitida por primera vez en 2013 y producida por PAROX. La serie, que tuvo dos temporadas, abordó la vida y los desafíos de estudiantes de secundaria, combinando drama y comedia con un enfoque realista y empático.
Por otra parte, Harder también ha hecho contribuciones significativas al panorama cultural y cinematográfico chileno a través de su trabajo como cofundadora y directora artística de festivales de cine, tales como el Festival Internacional de Cine de Iquique cofundado en 2012 junto con el director Elliot Morfi y el Festival Internacional de Cine de las Personas Mayores de Barcelona.
En abril de 2023 se estrenó el documental Elementos, dirigido por ella, que narra la travesía de artistas y exponentes del ámbito científico en la búsqueda de respuestas a la crisis climática en los cimientos de nuestra sociedad. El documental cuenta con la participación de Centro de Ecología Aplicada y Sustentabilidad de la Universidad Católica, El Centro de Ciencia del Clima y la Resiliencia , el Instituto Milenio en Socio-Ecología Costera (SECOS) y el Ministerio de Ciencia, Tecnología, Conocimiento e Innovación de Chile, además de artistas nacionales Francisca Valenzuela, Gepe y Pedropiedra.
En el ámbito académico y de divulgación, Katherina ha participado en eventos públicos, incluido el Congreso Futuro 2024, donde resaltó la importancia del cine en la construcción de discursos críticos sobre temas sociales y medioambientales.
Entre sus proyectos a futuro se encuentra la dirección de su primer largometraje, así como su continua participación en la producción cinematográfica y la promoción cultural a través de «Volcánica Films», su productora en Iquique.

## Vida personal
Su vida y trabajo se encuentra repartida entre Santiago, Barcelona, e Iquique. En noviembre de 2023 es declarada por la municipalidad de Iquique como Ciudadana Destacada por su trayectoria internacional como cineasta iquiqueña.
Ha sido vocera de las dificultades de producción y la importancia de potenciar el cine en el extremo norte de Chile. También habla abiertamente sobre materias sociales y ambientales.
Es activista en pro del feminismo y los derechos LGBTQ+, participando en discusiones sobre problemáticas sociales a través de plataformas internacionales. Es abiertamente lesbiana.

## Obras
Su carrera profesional inicia en 2009, y desde entonces ha trabajado en distintos proyectos audiovisuales, incluyendo cortometrajes, videoclips y series de televisión.
| Año       | Nombre                 | Formato                           | Cargo                                                          |
| --------- | ---------------------- | --------------------------------- | -------------------------------------------------------------- |
| 2009      | Otoño                  | Cortometraje                      | Directora, guionista                                           |
| 2010      | Memorias del Viento    | Cortometraje                      | Directora, guionista,                                          |
| 2010      | De desierto a mar      | Cortometraje                      | Directora, Guionista, Directora de Fotografía, Cámara, Montaje |
| 2011      | Amigá                  | Cortometraje                      | Productora                                                     |
| 2012      | Vestido Azul           | Videoclip de Samir Ubilla         | Directora                                                      |
| 2013-2016 | 4.º Medio              | Serie de televisión               | Directora; dos temporadas                                      |
| 2016      | Corro con los lobos    | Videoclip de Natalia Norte        | Directora                                                      |
| 2016      | Tomo la palabra        | Serie web                         | Directora                                                      |
| 2020      | Escamas                | Cortometraje                      | Directora                                                      |
| 2021      | Hablemos sin enredo    | Serie de televisión               | Directora                                                      |
| 2021      | Hijos de la Rebeldía   | Videoclip de Ana Tijoux           | Directora                                                      |
| 2021      | Gata Bata              | Videoclip de Una Típica Francisca | Directora                                                      |
| 2022      | Estrellas del Desierto | Cortometraje                      | Directora, productora ejecutiva                                |
| 2022      | Error 404              | Videoclip de Barbacius            | Directora                                                      |
| 2023      | Elementos              | Documental                        | Directora                                                      |